# Wassa (Film)
Wassa (Originaltitel: Васса, Wassa) ist ein sowjetischer Spielfilm unter der Regie von Gleb Panfilow aus dem Jahr 1983 nach dem Drama Wassa Schelesnowa von Maxim Gorki aus dem Jahr 1910/1936.

## Handlung
Auf einer Müllkippe am Rande der Stadt Nischni Nowgorod steht im Jahr 1913 die Reederin Wassa Borissowna Schelesnowa und sieht zu, wie ihr erst ein Jahr alter Passagierdampfer brennend in der Wolga versinkt. Der für die Wache verantwortliche Matrose Schalamow hat den Untergang des 300 000 Rubel teuren und nach Wassas Sohn Fjodor Schelesnow benannten Schiffes durch seine Trunkenheit verursacht. Er wurde nur als Matrose eingestellt, weil er vor Jahren den jungen Fjodor vor dem Ertrinken gerettet hat. Als Wassa mit ihrem Auto wieder in die Stadt fahren will, liegt ihr Fahrer Alexei Pjatjorkin unter dem Motor, um etwas Neues auszuprobieren, weshalb sie zu Fuß läuft.
Wieder zu Hause, empfängt sie Juri Wassiljewitsch Melnikow vom Bezirksgericht, den sie beauftragt hatte, im Fall ihres Mannes etwas für ihn zu tun. Melnikow erklärt, dass die Voruntersuchung beendet ist und die Angelegenheit an den Staatsanwalt geht. Der Untersuchungsrichter hat den Fall für 3000 Rubel, soweit es ging, gemildert, jedoch ist die Aussage der Kupplerin so erdrückend, dass keine Ausreden mehr gelten können. Auch die Polizei, die Wassas Ehemann Sergei Petrowitsch Schelesnow mit den minderjährigen Mädchen erwischt hat, besitzt beweiskräftige Fotos aus dem Freudenhaus. Für die Schändung der Kinder droht ihm bei Gericht eine Verurteilung zur Zwangsarbeit. Melnikow betont noch, dass der bearbeitende Staatsanwalt Karriere machen will und sich deshalb auch nicht durch viel Geld bestechen lassen wird. Wassa Schelesnowa will den Fall, auch mit Rücksicht auf ihre beiden Töchter Natalja und Ljudmila, aber um jeden Preis vertuschen.
Wassa lässt ihren Mann rufen und klärt ihn über den Stand der Dinge auf. Sie verweist auf die gemeinsamen Töchter, die bei einer Bestrafung Sergeis keinen Ehemann finden würden und dass er auch an seinen fünfjährigen Enkel Nikolai denken soll. Sie bittet ihn, auf den guten Ruf seiner Familie zu achten und es nicht zum Prozess kommen zu lassen, weshalb er das Pulver, welches sie im gibt, nehmen soll. Den darauf folgenden Streit bekommen auch Wassas Bruder Prochor Borissowitsch Chrapow und das Dienstmädchen Lisa, welches von diesem schwanger ist, mit. Auch Wassas Tochter Natalja hat bereits von Melnikows Sohn gehört, dass ihr Vater vor ein Gericht gestellt werden soll und erzählt das ihrem Onkel. Dieser regt sich darüber auf, warum seine Schwester überhaupt den 20 Jahre älteren Kapitän geheiratet hat. Während sich Wassa mit ihrem Bruder und ihren beiden Töchtern über die Schwierigkeiten in ihrer Ehe unterhält, ertönt ein schriller Schrei Lisas, die soeben Sergei Petrowitsch Schelesnow tot in seinem Zimmer aufgefunden hat, durch das Haus.
Auf der Wolga wird ein neues Passagierschiff der Familie Schelesnow geweiht, dessen Namensgeber der anwesende Enkel Wassas ist und was mit einem großen Fest gefeiert wird. Am Abend sitzt Wassa mit ihrer Vertrauten und Angestellten Anna Wassiljewna Onoschenkowa bei einer Tasse Tee im Gespräch beisammen, als das neue Dienstmädchen, Lisa hatte Selbstmord begangen, eine junge Frau namens Rachel Moissejewna Topas anmeldet. Es ist die Ehefrau Fjodors und Schwiegertochter Wassas. Sie lebt in der Schweiz und ist mit einem gefälschten Pass in Russland eingereist, da sie als Revolutionärin gesucht wird. Fjodor ist schwer krank, erzählt sie, und er wird in etwa zwei bis drei Monaten sterben. Sie ist gekommen, um ihren Sohn zu holen, was aber Wassa mit aller Entschiedenheit ablehnt. Sie gibt ihren Enkel nicht her, selbst wenn sie Rachel bei der Polizei anzeigen müsste. Nach diesem Gespräch werden Natalja und Ljudmila gerufen, die sich sehr über die Anwesenheit ihrer Schwägerin freuen und ihr am Tisch sagen, dass Kolja heute zur Schiffsweihe hier war, aber bereits wieder weg ist. Dann trifft auch noch Wassas Bruder ein, der Rachel heftig abküsst. Während er eine Flasche Wein holt, gibt Natalja zu, Wein und den Rausch zu mögen, was ihre Mutter sehr verärgert. Die muss anschließend die Zusammenkunft verlassen, da es Probleme mit der Flusspolizei wegen eines ihrer Lastkähne gibt.
Nun übernimmt Prochor Borissowitsch die weitere Gestaltung des Abends und lädt dazu eine Zigeunerkapelle ein, bis der in eine Orgie ausartet, an der auch noch Alexei Pjatjorkin teilnimmt. Als jedoch Wassa Schelesnowa zurückkommt ist die Party bereits zu Ende und nur ihre beiden Töchter warten noch auf sie. Wassa eröffnet Natalja, dass sie mit Anna zu ihrem Sohn in die Schweiz fahren soll, um ihn in seinen letzten Tagen zu unterstützen. Jedoch Natalja lehnt es ab, mit Anna zu fahren, worauf sie von ihrer Mutter geschlagen wird. Als dann Rachel dazukommt, erzählt diese von der ausschweifenden Feierlichkeit und wirft Wassa vor, einer hoffnungslos kranken Klasse anzugehören, die niemals ihren Sohn erziehen darf. Anschließend geht Wassa Schelesnowa völlig erschöpft in ihr Büro und ruft Anna zu sich.
Hier gibt Anna die Gespräche wieder, die in der Abwesenheit Wassas geführt wurden und das es, wie immer wenn sie weg war, alles einem Sündenpfuhl gleicht. Wassa beschließt daraufhin, ihren Bruder in eine Teerbrennerei zum Arbeiten zu verbannen. Als Anna dann erfährt, dass sie in die Schweiz fahren soll, küsst sie ihrer Herrin vor Dankbarkeit die Hände. Anschließend bekommt sie noch den Auftrag, am nächsten Morgen zur Gendarmerie zu gehen, um dort den Aufenthalt der Emigrantin Rachel Topas zu melden. Als Anna gegangen ist und sie immer schwächer wird, glaubt sie sogar ihren Mann auf der Bank im Büro sitzen zu sehen.
Am nächsten Morgen betritt Anna das Büro und findet Wassa Schelesnowa leblos in ihrem Sessel sitzend vor. Nach einer kurzen Denkpause greift sie zum Telefon und ruft Alexei Pjatjorkin an, den sie beauftragt, wie abgesprochen sofort mit dem Testament zum Notar zu gehen und genug Geld mitzunehmen. Inzwischen treffen Natalja und Prochor bei der Toten ein und müssen feststellen, dass sie den Schlüssel für den Tresor bereits nicht mehr bei sich trägt. Da Prochor glaubt, jetzt der Vormund der beiden Töchter, also der Erbinnen, zu sein, will er Anna aus dem Haus werfen, nachdem er ihr den Schlüssel abgenommen hat. Jedoch trifft in diesem Moment Alexei mit dem Testament ein, in welchem Anna als Vormund für die beiden Schwestern bestimmt wird. Prochors Versuch dieses zu zerreißen, misslingt und sein Ruf nach der Polizei wird mit Gewalt verhindert. Als Rachel den Raum betritt, während Anna und Alexei den Tresor ausräumen, will sie nur die Adresse ihres Sohnes erfahren, das restliche Geschehen interessiert sie nicht. Dann betritt Ljudmila das Büro, sieht Anna auf dem Stuhl ihrer Mutter sitzen und bricht ohnmächtig zusammen.

## Produktion und Veröffentlichung
Der in Farbe gedrehte Film hatte am 12. September 1983 unter dem Titel Васса in der Sowjetunion Premiere.
In der DDR wurde er erstmals am 4. Mai 1984 im Berliner Kino International aufgeführt. Im Fernsehen der DDR wurde der Film am 4. November 1984 im 2. Programm gesendet.

## Kritik
H.U. zieht in der Neuen Zeit folgendes Fazit:

„Beachtenswert jedoch auch, wie Panfilow spezifisch filmische Ausdrucksmittel einsetzt, ohne die Theatervorlage zu verleugnen. Es gibt ausgedehnt lange Dialogszenen, mit unbeweglich starrer Kamera beobachtet, aber dabei ist der Blickpunkt eine subjektive Perspektive.“

Horst Knietzsch schrieb im Neuen Deutschland:

„Panfilow hat die Szene und das Spiel der Darsteller zu einer bemerkenswerten künstlerischen Einheit gefügt, doch bei allem Streben nach einer filmgemäßen Umsetzung des Stoffes, ein Drama für das Kino ist aus dem Bühnenstück nicht geworden.“

Das Lexikon des internationalen Films schreibt, dass es sich hier um eine sensible und atmosphärisch beeindruckende Literaturverfilmung handelt.

## Auszeichnungen
- 1983: Goldpreis auf dem Internationalen Filmfestival Moskau[5]